# Ermelo (Arcos de Valdevez)
Ermelo é uma povoação portuguesa do Município de Arcos de Valdevez que foi sede da extinta Freguesia de Ermelo, freguesia que tinha 12,51 km² de área e 92 habitantes (2011), e, por isso, uma densidade populacional de 7,4 hab/km².
A Freguesia de Ermelo foi extinta em 2013, no âmbito de uma reforma administrativa nacional, tendo sido agregada à freguesia de São Jorge, para formar uma nova freguesia denominada União das Freguesias de São Jorge e Ermelo com sede em São Jorge.

## População
| População da freguesia de Ermelo | População da freguesia de Ermelo | População da freguesia de Ermelo | População da freguesia de Ermelo | População da freguesia de Ermelo | População da freguesia de Ermelo | População da freguesia de Ermelo | População da freguesia de Ermelo | População da freguesia de Ermelo | População da freguesia de Ermelo | População da freguesia de Ermelo | População da freguesia de Ermelo | População da freguesia de Ermelo | População da freguesia de Ermelo | População da freguesia de Ermelo |
| -------------------------------- | -------------------------------- | -------------------------------- | -------------------------------- | -------------------------------- | -------------------------------- | -------------------------------- | -------------------------------- | -------------------------------- | -------------------------------- | -------------------------------- | -------------------------------- | -------------------------------- | -------------------------------- | -------------------------------- |
| 1864                             | 1878                             | 1890                             | 1900                             | 1911                             | 1920                             | 1930                             | 1940                             | 1950                             | 1960                             | 1970                             | 1981                             | 1991                             | 2001                             | 2011                             |
| 448                              | 428                              | 448                              | 490                              | 487                              | 448                              | 426                              | 502                              | 495                              | 449                              | 454                              | 257                              | 180                              | 142                              | 92                               |

| Distribuição da População por Grupos Etários | Distribuição da População por Grupos Etários | Distribuição da População por Grupos Etários | Distribuição da População por Grupos Etários | Distribuição da População por Grupos Etários | Distribuição da População por Grupos Etários | Distribuição da População por Grupos Etários | Distribuição da População por Grupos Etários | Distribuição da População por Grupos Etários | Distribuição da População por Grupos Etários |
| -------------------------------------------- | -------------------------------------------- | -------------------------------------------- | -------------------------------------------- | -------------------------------------------- | -------------------------------------------- | -------------------------------------------- | -------------------------------------------- | -------------------------------------------- | -------------------------------------------- |
| Ano                                          | 0-14 Anos                                    | 15-24 Anos                                   | 25-64 Anos                                   | > 65 Anos                                    |                                              | 0-14 Anos                                    | 15-24 Anos                                   | 25-64 Anos                                   | > 65 Anos                                    |
| 2001                                         | 8                                            | 5                                            | 54                                           | 75                                           |                                              | 5,6%                                         | 3,5%                                         | 38,0%                                        | 52,8%                                        |
| 2011                                         | 5                                            | 2                                            | 33                                           | 52                                           |                                              | 5,4%                                         | 2,2%                                         | 35,9%                                        | 56,5%                                        |

Média do País no censo de 2001:  0/14 Anos-16,0%; 15/24 Anos-14,3%; 25/64 Anos-53,4%; 65 e mais Anos-16,4%
Média do País no censo de 2011:   0/14 Anos-14,9%; 15/24 Anos-10,9%; 25/64 Anos-55,2%; 65 e mais Anos-19,0%

## São Bento de Ermelo
A romaria de São Bento de Ermelo (ou de São Bentinho) realiza-se na localidade a 11 de Julho, dia da festa litúrgica de São Bento, santo de grande devoção um pouco por todo o Minho e padroeiro do concelho de Arcos de Valdevez.
O santuário situa-se na igreja do antigo Mosteiro de Ermelo, cisterciense, e actual paroquial da freguesia, perto das margens do rio Lima e a romaria atrai peregrinos de todo o concelho e região circundante.
É de tradição secular que os romeiros cheguem ao santuário antes do nascer do sol e no interior da igreja se benzam com o chapéu da imagem de São Bento.
Como uma das típicas romarias do Alto Minho, podem ainda hoje ser vistas alguns dos mais antigos e típicos rituais de promessa, como o andar de joelhos em redor do santuário, o voto de silêncio ao longo de toda a peregrinação a pé ou desde que se avista o santuário, entrar descalço na igreja, os ex-votos, a oferta de donativos em dinheiro, peças em ouro ou géneros alimentícios, etc.

## Mosteiro de Santa Maria de Ermelo

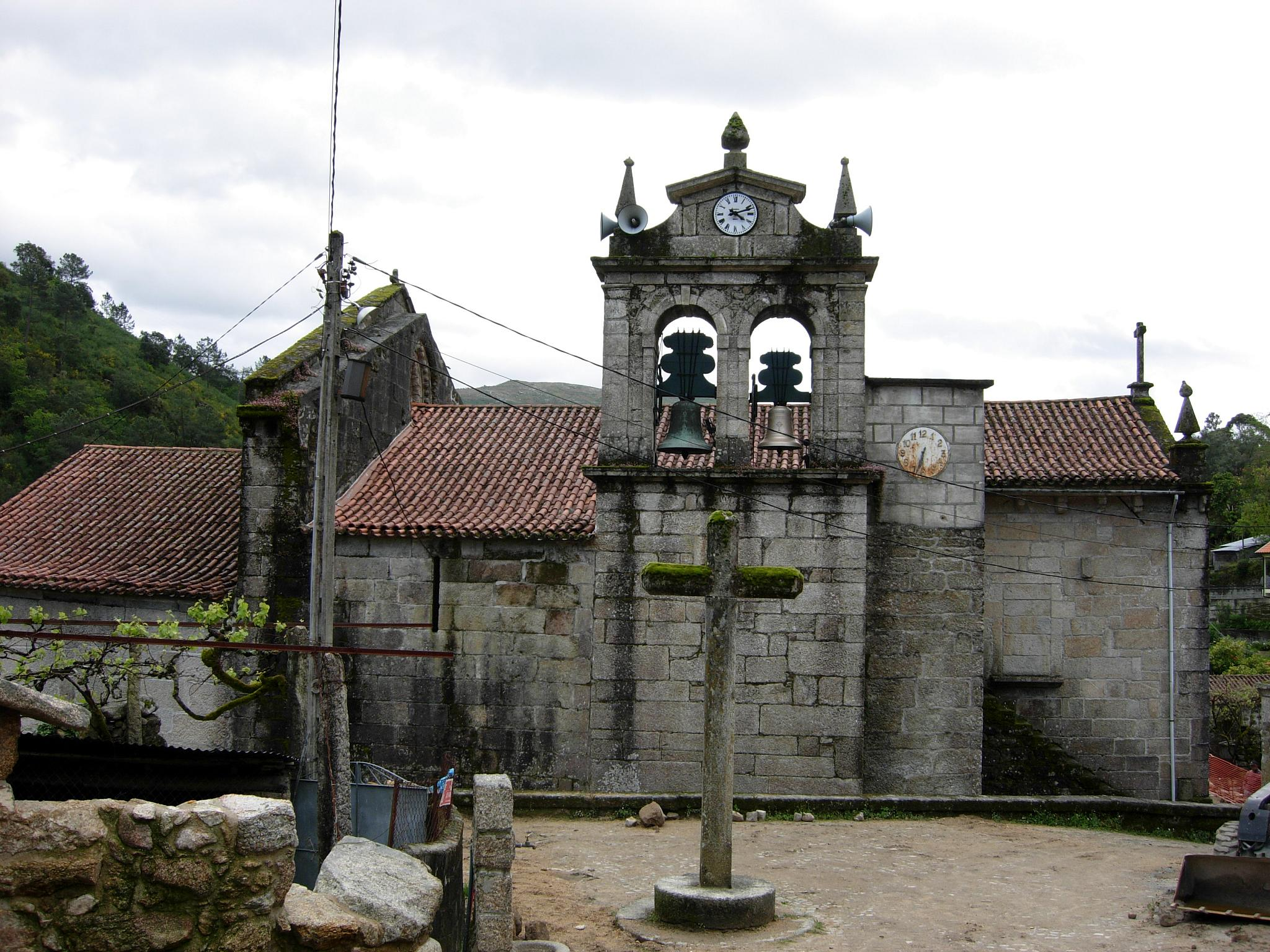
Mosteiro de Santa Maria de Ermelo.

O Mosteiro Cisterciense de Santa Maria de Ermelo, também conhecido por Santa Maria de Ancede, do qual apenas se conserva a igreja românica e vestígios do claustro em ruínas, ambos classificados como Monumento Nacional. É um antigo cenóbio beneditino, que teria sido fundado pela rainha-mãe Dona Teresa, nos inícios do século XII. Esteve filiado ao Mosteiro de Santa Maria de Fiães (Melgaço) no século XIII, tendo adoptado a reforma cisterciense.
Está implantado na margem direita do rio Lima, na base da encosta da íngreme montanha do Outeiro Maior, coberto pelas montanhas graníticas descendo abruptamente para a Ribeira Lima.
Apesar de a arquitectura românica estar ainda muito bem conservada, não só no todo maciço da sua construção, mas também em muitos dos seus pormenores, o seu declínio decorreu de forma atribulada. A igreja tem uma planta original típica de S. Bernardo e o estilo da sua arquitectura é o românico português tardio (século XIII início do século XIII).
As referências mais antigas a este mosteiro remontam às inquirições de 1258. A extinção foi decidida em 1533 por ordem do abade de Claraval, tendo sido definitivamente secularizado no ano de 1560 pelo Cardeal D. Henrique. O templo foi convertido em igreja Paroquial, que ainda se mantêm.
Em termos de pólo de atracção por via das peregrinações ao São Bento, é o santuário beneditino de maior devoção em todo o concelho de Arcos de Valdevez, apesar de os caminhos para lá chegar serem penosos. De facto, trata-se de um nicho arquitectónico de singular beleza quase esquecido no tempo. O seu enquadramento paisagístico e características arquitectónicas peculiares, justificam por si só a dinamização desta área, não só nos aspectos culturais e turísticos, mas também no desenvolvimento do nível de vida da comunidade do Ermelo.

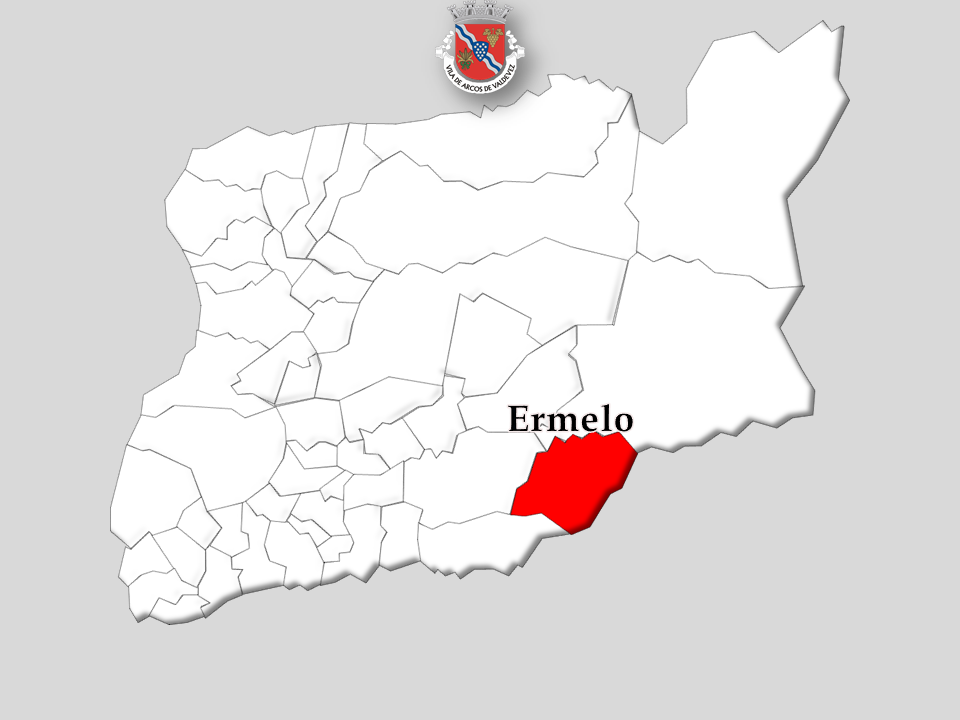
Localização no Município de Arcos de Valdevez

## Laranja de Ermelo
A Laranja de Ermelo, de casca lisa e fina, de média dimensão, doce, sem fibras e com poucas sementes foi introduzida na região no século XIII pelos monges Beneditinos, quando estes se instalaram na aldeia.
As laranjeiras de Ermelo são de grande porte e encontram-se espalhadas pelas leiras socalcadas da freguesia banhada pela Barragem de Touvedo. As condições ambientais da encosta virada a sul contribuem para a sua qualidade, devido “à exposição solar privilegiada, conjugada com uma proteção montanhosa que minimiza a influência fria das nortadas, com temperaturas amenas e água abundante para proporcionar uma excelente rega”.
A laranja de Ermelo pertence ao catálogo mundial de produtos do movimento internacional ‘Slow Food’, integrando esta lista desde 2010.